# Bubacarr Trawally
Bubacarr Steve Trawally (ur. 10 listopada 1994 w Serrekundzie) – gambijski piłkarz grający na pozycji ofensywnego pomocnika. Od 2019 jest zawodnikiem klubu Ajman Club, do którego jest wypożyczony z Asz-Szabab Rijad.

## Kariera piłkarska
Swoją piłkarską karierę Trawally rozpoczął w klubie Real Bandżul. W sezonie 2013 zadebiutował w jego barwach w gambijskiej First Division. W sezonach 2013 i 2014/2015 wywalczył z nim wicemistrzostwo Gambii, a w sezonie 2014 został mistrzem tego kraju.
W 2015 roku Trawally został piłkarzem chińskiego Hangzhou Greentown. Niedługo potem odszedł na wypożyczenie do Yanbian Changbaishan. W sezonie 2015 awansował z nim z League One do Super League. W 2016 został wykupiony przez Yanbian za 800 tysięcy euro. W Yanbian grał do końca sezonu 2017.
W lutym 2018 Trawally odszedł za 3,5 miliona euro do duńskiego Vejle BK i jeszcze w tym samym miesiącu trafił na wypożyczenie do Guizhou Hengfeng. Swój debiut w nim zaliczył 4 marca 2018 w przegranym 1:3 domowym meczu z Jiangsu FC. W debiucie strzelił gola. W Guizhou spędził rok.
W styczniu 2019 Trawally został piłkarzem saudyjskiego klubu Asz-Szabab Rijad. Swój debiut w nim zanotował 15 marca 2019 w zremisowanym 1:1 wyjazdowym meczu z Ettifaq FC i strzelił w nim gola.
We wrześniu 2019 Trawally odszedł na wypożyczenie do emirackiego Ajman Club, w którym zadebiutował 4 października 2019 w wygranym 1:0 domowym meczu z Al-Wasl Dubaj i w debiucie strzelił bramkę. Jego wypożyczenie do Ajman Club zostało rozszerzone również na sezony 2020/2021 i 2021/2022.
| Sezon   | Klub                 | Kraj                         | Rozgrywki                 | Mecze | Gole |
| ------- | -------------------- | ---------------------------- | ------------------------- | ----- | ---- |
| 2013    | Real Bandżul         | Gambia                       | First Division            | ?     | ?    |
| 2014    | Real Bandżul         | Gambia                       | First Division            | ?     | ?    |
| 2014/15 | Real Bandżul         | Gambia                       | First Division            | ?     | ?    |
| 2015    | Yanbian Changbaishan | Chiny                        | China League One          | 26    | 17   |
| 2016    | Yanbian Funde        | Chiny                        | China Super League        | 26    | 8    |
| 2017    | Yanbian Funde        | Chiny                        | China Super League        | 28    | 18   |
| 2018    | Guizhou Hengfeng     | Chiny                        | China Super League        | 29    | 11   |
| 2018/19 | Asz-Szabab Rijad     | Arabia Saudyjska             | Saudi Professional League | 11    | 3    |
| 2019/20 | Ajman Club           | Zjednoczone Emiraty Arabskie | UAE League                | 16    | 7    |
| 2020/21 | Ajman Club           | Zjednoczone Emiraty Arabskie | UAE League                | 24    | 7    |

## Kariera reprezentacyjna
W reprezentacji Gambii Trawally zadebiutował 6 września 2015 w przegranym 0:1 meczu kwalifikacji do Pucharu Narodów Afryki 2017 z Kamerunem, rozegranym w Bakau. W 2022 roku został powołany do kadry na Puchar Narodów Afryki 2021. Nie rozegrał na nim żadnego meczu.